# Frederick Manson Bailey
Frederick Manson Bailey, född den 8 mars 1827 i London, död den 25 juni 1915 i Brisbane, var en australisk botaniker som gjorde värdefulla bidrag till beskrivningen av Queenslands flora. Han var son till den australiske botanikern John Frederick Bailey. Familjen lämnade Storbritannien för Australien och anlände till Adelaide den 22 mars 1839. Bailey tilldelades Clarkemedaljen 1902.
Auktorsnamnet F.M.Bailey kan användas för Frederick Manson Bailey i samband med ett vetenskapligt namn inom botaniken; se Wikipediaartiklar som länkar till auktorsnamnet.
Alternativt auktorsnamn:
Auktorsnamnet F.M.Bail. kan användas för Frederick Manson Bailey i samband med ett vetenskapligt namn inom botaniken; se Wikipediaartiklar som länkar till auktorsnamnet.